# 謝志偉 (臺灣)
謝志偉（1955年1月6日—），臺灣日耳曼學學者，出生於基隆市。曾任行政院新聞局局長、駐德國台北代表處代表。
他的研究領域為德語文學專題研究、文學與社會、母題研究、性別研究等。

## 生平

### 早年經歷
謝志偉在臺灣基隆市出生。他的父系祖先來自廣東汕頭。
他先後畢業於板橋中學和東吳大學德文系，於1980年入伍，服預官役，於1982年5月退伍。同年謝志偉以榜首考上德國學術交流總署獎學金，赴德國留學。據其自述，他在德國留學五年期間發現自己對台灣歷史、政治、社會毫無瞭解，故希望建立起自己的「臺灣認同與意識」，故開始學習台語、台灣歷史及文化，並解構他過去對於中國國民黨的忠誠。1987年7月，謝志偉取得德國波鴻魯爾大學（Ruhr-Universität Bochum; RUB）德國文學博士學位。

### 擔任教職、媒體人
學成歸國後，謝志偉於東吳大學德國文化學系任教。1990年，開始參加學運、社會運動，認識羅文嘉、鄭文燦、林佳龍等人，參與籌組台灣教授協會、台灣北社。1992年8月23日，參與創辦外省人台灣獨立促進會。
1996年8月至2002年7月，謝志偉擔任東吳大學外國語文學院（外語學院）院長。2001年，曾客串演出臺視八點檔的《流氓教授》，劇中飾演東吳大學的校長端木愷。2003年至2004年間，謝志偉主持臺灣電視公司政論節目《謝志偉嗆聲》，隨即辭去外語學院院長職務。《謝志偉嗆聲》成功達成政策宣傳任務並與同時段陳文茜主持的中國電視公司政論節目《文茜小妹大》對打之後停播，一說是由於《謝志偉嗆聲》支持保存樂生療養院之故。

### 首度擔任公職
2005年，謝志偉特任中華民國駐德代表。
2008年1月18日，執政的民主進步黨於第7屆立法委員選舉中失利後，新聞局長謝志偉與時任教育部部長杜正勝、時任教育部主任秘書莊國榮等人在選前的露骨言行。被認為是民進黨敗選的原因之一，導致謝志偉自行宣佈請辭，以示負責，但未獲行政院長張俊雄核准。2008年5月20日，馬英九就任總統，謝志偉卸下新聞局長職務，返回東吳大學重掌教職工作，並於2008年7月7日起擔任民視新聞台政論節目《頭家來開講》的主持工作。
2010年2月11日，監察院通過彈劾謝志偉，稱其於2008年新聞局長任內兩次動用第二預備金5500多萬元新台幣在中華民國加入聯合國公投宣傳，涉及違反預算法及公務員服務法，並移送司法院公懲會懲戒 。同年5月21日，司法院公懲會認定新聞局「本即有權用公款刊登加入聯合國廣告」，並得申請動支第二預備金，因此決議不予懲戒。謝志偉對於司法還他清白，表示只有感慨、沒有喜悅，並要求當時提案的監委馬以工、馬秀如向社會道歉。

### 再度擔任公職
2016年8月31日，謝志偉二度特任中華民國駐德代表。任內與德國在台協會處長歐博哲分別代表台德兩方簽署「台德能源轉型領域合作意向共同宣言」，並積極提高台灣能見度。
2021年8月，作家李昂大讚：「百分之三千的肯定，謝志偉德文的程度是全外交界公認的。」稱謝志偉不僅在德國拿到一個博士學位，本身的外語才華也令人欽佩，他還可以用德文講脫口秀，其德文能力好到讓德國當地人都非常佩服。。

## 軼事
謝志偉參與籌組台灣教授協會期間，謝志偉的母親不是很贊成謝志偉參加政治活動；謝志偉如果去參加「台教會」（台灣教授協會）的活動，就騙母親說是去「教會」。

## 爭議
2007年9月3日下午，謝志偉在行政院新聞局記者會中表示，為了「實踐轉型正義」並杜絕人民對司法系統的不信任，他代表政府要求國民黨公佈戒嚴時期與目前司法系統內的該黨黨員人數；此外，涉及政治人物司法案件的法官、檢察官，必須上網際網路公佈自己「有無加入政黨」及「加入哪個政黨」。 同日晚間，中華民國法務部發布新聞稿：「社會大眾及媒體對於相關案件的討論或發言，焦點應在於有無依據法律辦案，而不必在意檢察官的政黨屬性。法務部一向致力維護檢察官在司法工作的獨立公正及純淨的辦案空間，亦嚴格要求檢察官不得參與任何形式之政黨活動，建構值得人民信賴的檢察官與司法信譽。」民間司法改革基金會（页面存档备份，存于） 和檢察官改革協會抨擊，法官、檢察官本來就不能參與政黨活動，要求公佈法官、檢察官黨籍的做法「是走回頭路，更有『選舉操作』的疑慮」。9月4日下午，謝志偉表示，如果他的這項訴求引起困擾，他感到很抱歉。
謝志偉於2007年7月2日陳文成博士遇害26周年紀念活動上拿馬英九和同時期留美的台獨人士陳文成博士相比，說「有兩種人在美國讀書，一種人執行當時一黨獨裁專政的政策，監視具有自由民主思想的台灣學生。同一年，一九八一年，兩種人回台灣，一個去當官，一個冤死」，他指當時參選中華民國總統的馬英九，在美國留學期間當國民黨的「職業學生」（指意即為黨國服務，身受中山獎學金資助，跨國監控異議人士例如支持台獨的人士的留學生），馬英九其後控告他誹謗。開庭時，謝志偉說，馬英九曾自述在美時，有一半時間從事報效黨國的反共愛國運動。檢察官參酌前年的《傳記文學》中「馬鶴凌、馬英九父子與革命實踐研究院」一文，證實馬英九曾向該文作者表示他自己留美期間從事愛國運動，因海外台獨言論充斥，他亦表示曾撰寫暴動真相的英文特刊。後來台北地檢署認為，馬英九行為舉止本可受公評，對謝志偉不起訴處分。

## 家庭背景
謝志偉的父親是自廣東汕頭移民臺灣的船員，能說流利的粤语、上海话，也會一點日文和英文；母親是臺灣高雄人。
謝志偉已婚，夫人是王齡慧，育有兩個女兒。

## 著作
- 《來不集》（Life Book），臺北市：圓神出版社，2004年2月17日初版，ISBN 9576079764
- 《來得集》（Light Book），臺北市：圓神出版社，2008年1月25日初版，ISBN 9789861332260

## 外部連結
- 謝志偉Facebook
- 東吳大學德國文化學系（页面存档备份，存于）
- 南方快報 謝志偉專欄（页面存档备份，存于）

| 中華民國政府職務                   | 中華民國政府職務                                   | 中華民國政府職務 |
| ---------------------------------- | -------------------------------------------------- | ---------------- |
| 行政院                             |                                                    |                  |
| 前任： 易榮宗（代理） 正任：鄭文燦 | 新聞局局長 第二十四任 2007年6月11日－2008年5月19日 | 繼任： 史亞平    |
| 外交職務                           |                                                    |                  |
| 中華民國外交部                     |                                                    |                  |
| 前任： 胡為真                      | 駐德代表 第四任 2005年5月5日－2007年6月11日        | 繼任： 尤 清     |
| 前任： 陳華玉                      | 駐德代表 第九任 2016年8月31日－2025年8月1日        | 繼任： 未知      |